# Batiferrite
La batiferrite è un minerale appartenente al gruppo della plumboferrite.

## Etimologia
Il nome deriva dalla composizione chimica: è composto prevalentemente da ba e ti ed ha relazioni strutturali con la ferrite.